# Ilko Pirgov

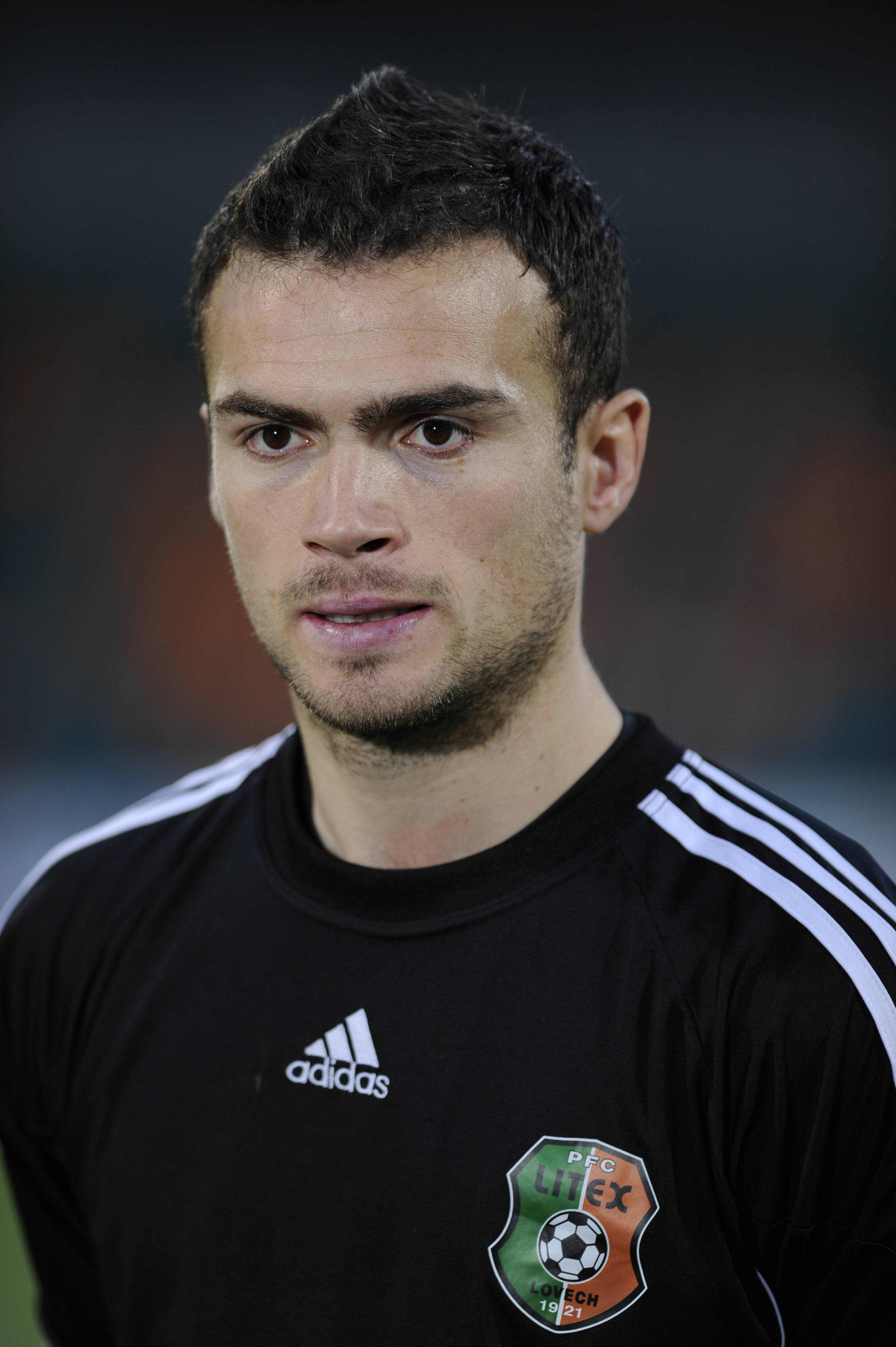
Ilko Pirgov

Ilko Emilov Pirgov (Bulgaars: Илко Емилов Пиргов) (Blagoëvgrad, 23 mei 1986) is een Bulgaarse voetbaldoelman die sinds 2012 voor de eersteklasser Litex Lovetsj uitkomt. Voordien speelde hij onder andere voor CSKA Sofia, met wie hij in 2006 de beker en de supercup won.
Pirgov speelde 12 wedstrijden voor de U-21 van Bulgarije en heeft ondertussen 1 interland gespeeld voor de nationale ploeg van Bulgarije.

## Carrière
- 1996-2003: Pirin Blagoëvgrad (jeugd)
- 2003-2005: Pirin Blagoëvgrad
- 2005-2008: CSKA Sofia
- 2008-2009: CS Otopeni
- 2009-2012: Tsjerno More Varna
- 2012-... : Litex Lovetsj